# Akhti

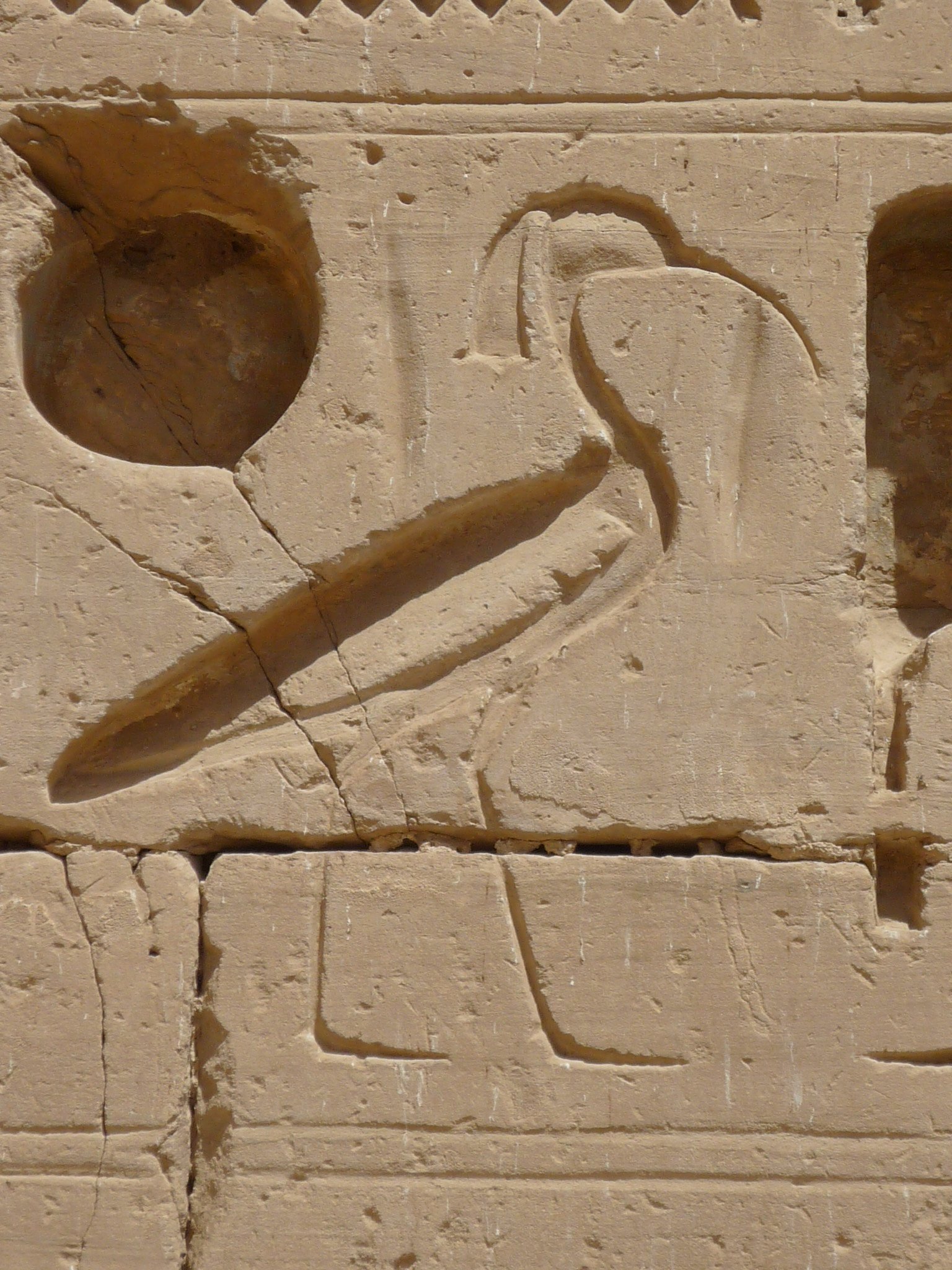
Dettaglio del geroglifico dell'ibis (Akh) da un rilievo nel Tempio funerario di Ramses III a Medinet Habu.

Akhti (anche Netjer-Akhti) è una divinità egizia appartenente alla religione dell'antico Egitto; le sue attestazioni sono assai rare.

## Iconografia

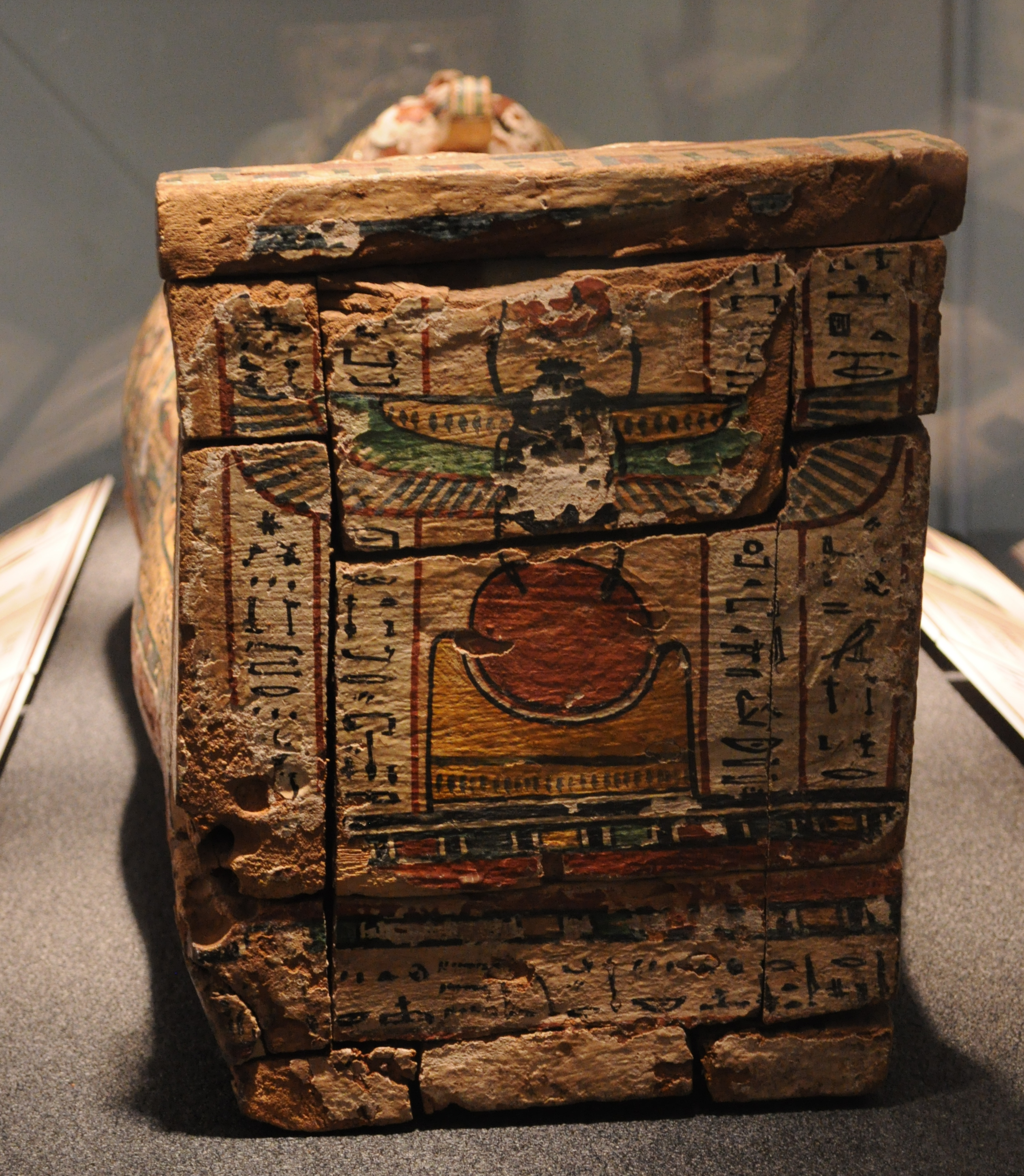
Il simbolo-Akhet dell'orizzonte, richiamato dal nome "Akhti", sormontato da uno scarabeo alato su di un sarcofago. Washington State History Museum.

Akhi era raffigurato come un ibis eremita (Geronticus eremita), e tale immagine zoomorfa era comunemente affiancata dal simbolo geroglifico netjer, "dio".

## Attestazioni archeologiche
La più antica attestazione del dio Akhti è su di un vasetto in pietra risalente al regno del faraone Hotepsekhemwy della II dinastia egizia (prima metà del XXIX secolo a.C.). Egittologi come Wolfgang Helck fosse, all'epoca, un dio dinastico connesso agli antenati. Esistono sue immagini (e conseguentemente attestazioni del suo culto) anche sotto i successori di Hotepsekhemwy, Raneb e Ninetjer (vede Redjit). Al Periodo arcaico dell'Egitto successe l'epoca nota come Antico Regno, durante il quale il nome di Akhti appare solamente in relazione a nomi di privati (come l'alto funzionario Akhetaa) e a titoli sacerdotali come Hem-Netjer-Akhti ("Servo del dio Akhti). I riferimenti a questo dio si fecero estremamente rari nelle epoche successive.

## Culto
Secondo le credenze religiose egizie sull'anima, l'uccello-Akh avrebbe simboleggiato una parte (Akh, appunto) dello spirito umano: lo spunto di tale assimilazione derivò, verosimilmente, dall'affascinante scintillio delle piume luccicanti dell'animale - comparato alle stelle brillanti nel cielo notturno. Un pensiero simile era condiviso dai beduini Persiani, che veneravano l'ibis eremita come animale psicopompo, cioè addetto a trasportare le anime dei defunti nell'aldilà. Come suggerisce il nome stesso del dio, si credeva che vivesse nell'orizzonte serale (Akhet), guidando il sole al tramonto e conducendo i morti al sicuro attraverso la notte.